# Ordeal by Golf
Ordeal by Golf er en britisk stumfilm fra 1924 af Andrew P. Wilson.